# كارجيل (شركة)
مؤسسة كارجيل المتحدة شركة أغذية أمريكية عالمية مملوكة للقطاع الخاص ومقرها مينيتونكا بمينيسوتا. تأسست في البداية في ويلمنغتون ديلاوير عام 1865، من قبل ويليام والاس كارجيل، وهي من أكبر الشركات الخاصة في الولايات المتحدة من حيث الإيرادات. اعتبارا من عام 2015، تحتل الشركة المرتبة الخامسة عشر في قائمة فورتيشن 500 مباشرة بعد شركة ماكيسون وقبل شركة أيه تي وتي. دائما تتعرض شركة كارجيل للانتقادات التي تتعلق بالبيئة وحقوق الإنسان والتمويل.
تقوم شركة كارجيل على أعمال التجارة وشراء وتوزيع الحبوب والسلع الزراعية، مثل زيت النخيل، كما أنها تعمل في تجارة الطاقة والصلب والنقل، وتربية الماشية وإنتاج الأعلاف، وإنتاج المكونات الغذائية مثل النشا وسكر الجلوكوز والزيوت والدهون النباتية لاستخدامها في الأطعمة المصنعة والاستخدام الصناعي.
تمتلك شركة كارجيل العديد من الأعمال في الخدمات المالية، التي تعمل على المخاطر المالية في أسواق السلع التي تخص الشركة.
في عام 2003، أعطت الشركة جزءا من عملياتها المالية إلى بلاك ريفر لإدارة الأصول، وهو صندوق استثماري عالمي يقدم فرص استثمارية بديلة، يضم حوالي 10 مليارات دولار من الأصول والخصوم.
في عام 2011، اشترت شركة كارجيل ثلث أسهم شركة الفسيفساء، وهي إحدى الشركات العالمية الرائدة في إنتاج وتسويق مغذيات محاصيل الفوسفات والبوتاس المركزة.
في عام 2018، سجلت شركة كارجيل إيرادات بلغت 114,695 مليار دولار بأرباح قدرها 3103 مليار دولار.
توظف شركة كارجيل أكثر من 166,000 موظف في 66 دولة، وهي مسؤولة عن 25% من جميع صادرات الحبوب في الولايات المتحدة. تورد الشركة حوالي 22% من سوق اللحوم المحلية الأمريكية، بالإضافة إلى أنها تستورد منتجات من الأرجنتين أكثر من أي دولة أخرى، وهي أكبر شركة منتجة للدواجن في تايلاند.
جميع البيض الذي تستخدمه مطاعم ماكدونالدز الأمريكية، ينتج من مصانع شركة كارجيل، وهي المنتج الأمريكي الوحيد لملح البرغر المستخدم في صناعة الوجبات السريعة والأغذية الجاهزة.
ترجع ملكية شركة كارجيل إلى عائلة كارجيل، ويمتلك حتى الآن أحفاد عائلة كارجيل وماكميلان نسبة 90% من الشركة.
تولى غريغوري آر بيج منصب الرئيس التنفيذي حتى منتصف عام 2007، بعد ذلك ارن ستالي حتى عام 2013، عندما بلغ سن الخامسة والستين وهو سن التقاعد، ثم تولى المنصب ديف ماكلينان حتى ذلك الحين.

## التاريخ

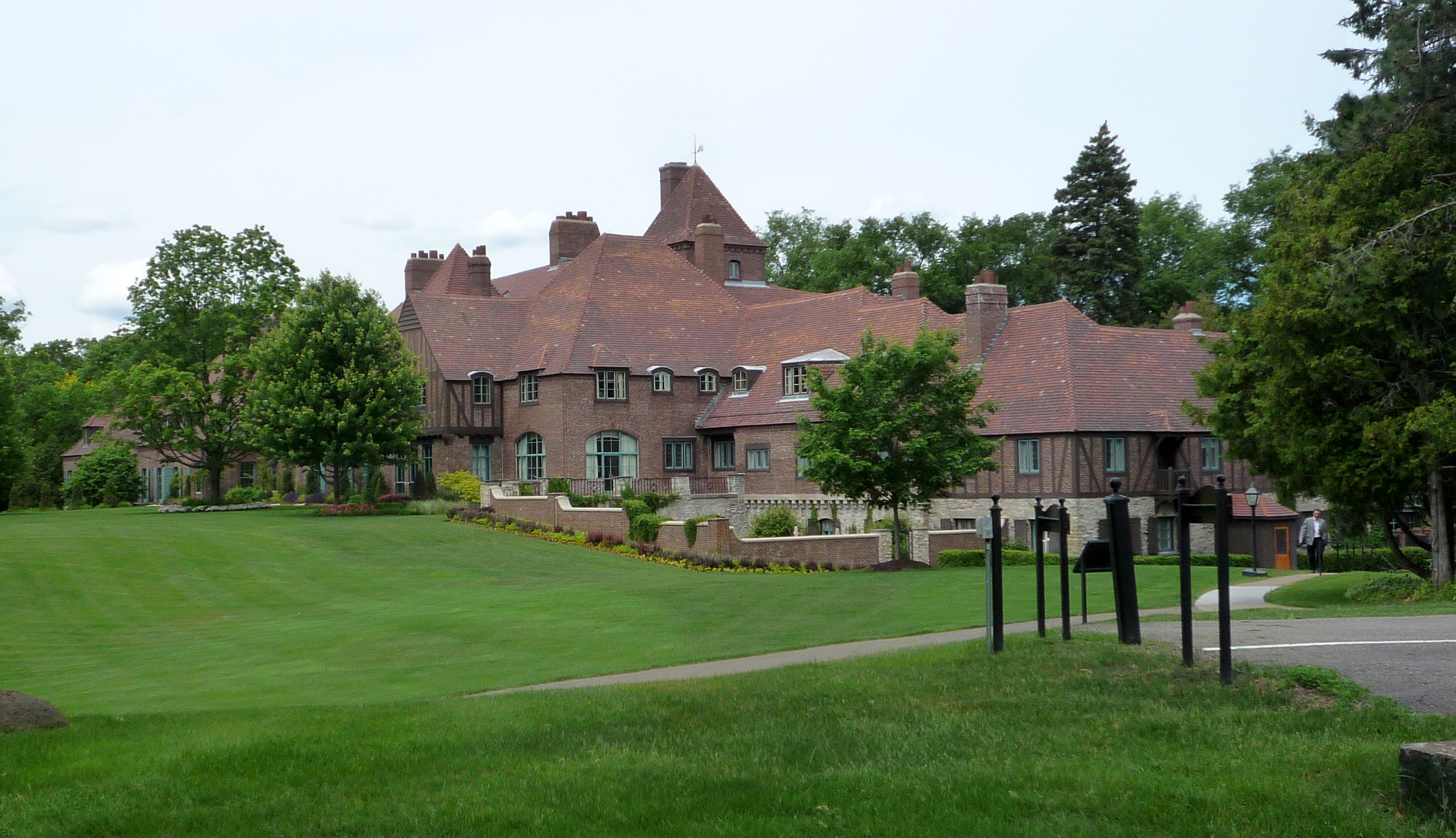
مكتب بحيرة كارجيل، مكتب وقع في قصر روفوس راند السابق في حرم الشركة الرئيسي في مينيتونكا، ضم المكتب كبار المديرين التنفيذيين للشركة. هدم المبنى من قبل الشركة في عام 2020

### القرن التاسع عشر
تأسست الشركة في عام 1865، من قبل ويليام والاس كارجيل، حين قام بشراء منزل لتخزين الحبوب في كونوفر بولاية أيوا.
في عام 1866، انضم إلى ويليام شقيقة سام، وشكلا معا كارجيل دبليو دبليو، ثم قاموا ببناء منازل مسطحة للحبوب وافتتحوا حديقة للأخشاب.
في عام 1875، انتقل ويليام واخيه إلى العمل في لاكروس ثم انضم إليهم اخيهم جيمس.
لاكروس هو موقع استراتيجي بالنسبة لهم، حيث أنه يقع على نهر المسيسيبي بالقرب من تقاطعات نهر لاكروس ودوبوك وجنوب مينيسوتا في شيكاغو وميلووكي وسكك حديد سانت بول.
في عام 1887، غادر سام العمل في لاكروس ليذهب إلى العمل في إدارة مكتب منيابولس، وهو مركز ناشئ للحبوب.
في عام 1890، انشئ مكتب في منيابولس تحت اسم شركة مصاعد كارجيل. بعد بضع سنوات أنشئ مكتب في لاكروس بويسكونسن تحت اسم شركة دبليو دبليو كارجيل.
في عام 1898، بدأ جون إتش ماكميلان وشقيقه دانيال العمل لدى دبليو دبليو كارجيل. ثم تزوج جون ماكميلان من إدنا ابنة ويليام كارجيل الكبرى.

### القرن العشرين

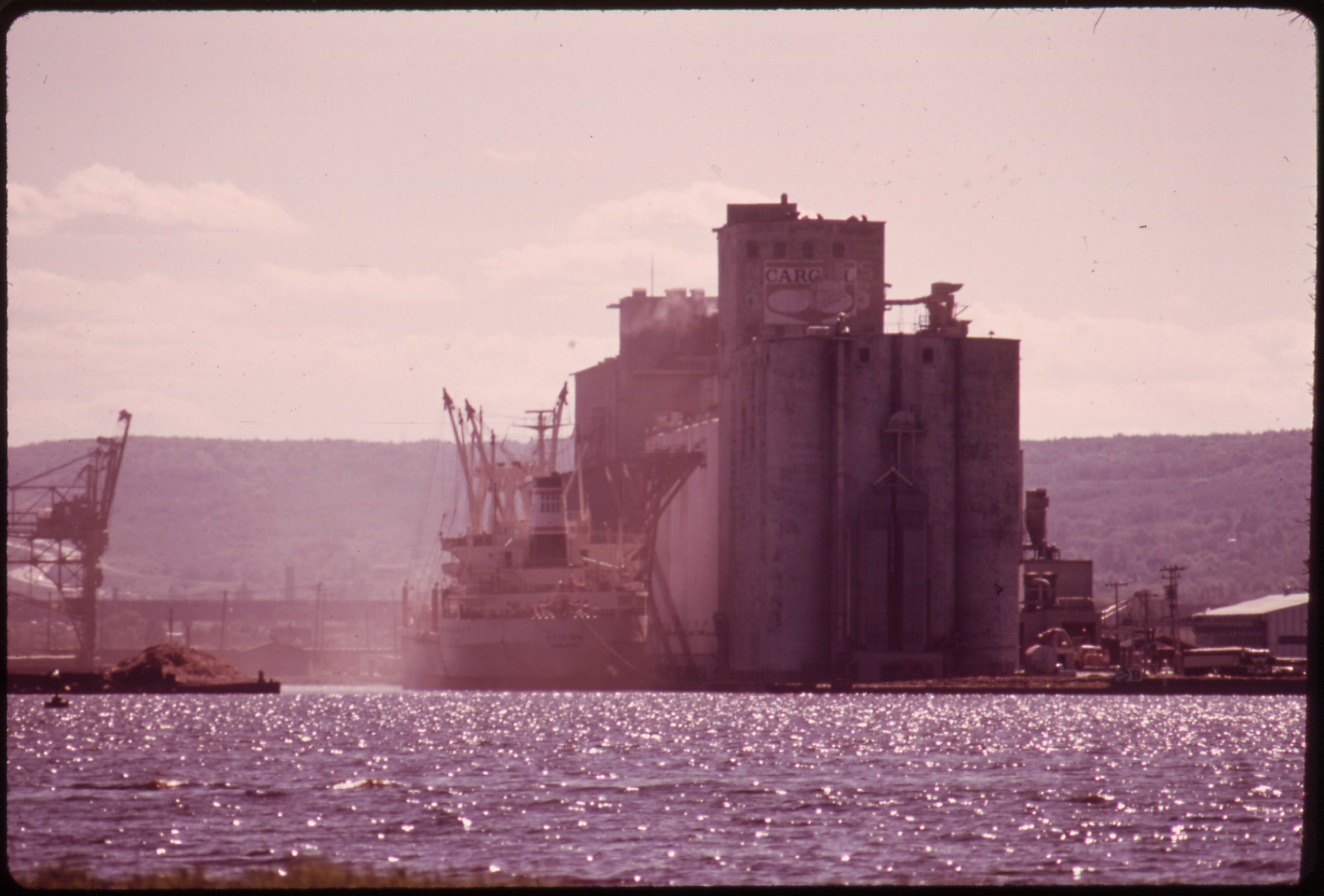
الغبار يملأ الهواء أثناء تحميل السفن من مينأ حبوب خاص بشركة كارجيل في دولوث، مينيسوتا، في عام 1973

في عام 1903، توفي سام كارجيل، وهو المالك الوحيد لمكتب لاكروس. بعد ذلك تعين جون ماكميلان مدير عام لشركة مصاعد كارجيل، ونقل عائلته إلى منيابولس. وفي عام 1909، توفى ويليام كارجيل، مما تسبب في أزمة مالية للشركة. عمل جون ماكميلان على حل مشاكل الائتمان، واجبر ابن ويليام كارجيل على ترك الشركة. ينحصر المالكون الحاليون على جون إتش ماكميلان وكارجيل ماكميلان ابن إدنا كارجيل وصهره الأصغر وأوستن إس كارجيل آي.
أدار جون ماكميلان الشركة حتى تقاعد في عام 1936. نمت شركة كارجيل عدة مرات تحت قيادته، وتوسعت خارج الغرب الأوسط من خلال افتتاح مكاتبها الأولى على الساحل الشرقي في نيويورك عام 1923، وأول مكاتب كندية وأوروبية وأمريكية لاتينية في أعوام 1928 و 1929 و 1930. خلال هذا الوقت شهدت شركة كارجيل أرباح قياسية وأزمات نقدية كبيرة. الديون التي جاءت بعد وفاة ويليام كارجيل، كانت هي أول أزمات الشركة.
أصدرت الشركة 2.25 مليون دولار من الأوراق النقدية الذهبية مدعومة بأسهم كارجيل، لسداد ديونها. كانت الأوراق النقدية الذهبية مستحقة في عام 1917، ولكن بفضل أسعار الحبوب القياسية التي تسببت فيها الحرب العالمية الأولى، تم سداد جميع الديون بحلول عام 1915.
مع استمرار الحرب العالمية الأولى حققت الشركة أرباح قياسية في عام 1917، لكنها واجهت الكثير من الانتقادات بسبب استغلالها للحرب.
نتيجة للانهيار المالي عام 1920، سجلت شركة كارجيل أول خسارة لها عام 1921.
أدى أسلوب إدارة ماكميلان إلى عداء دام لمدة عقود مع مجلس شيكاغو للتجارة.
بدأ هذا العداء في عام 1934، عندما رفض مجلس الإدارة عضوية شركة كارجيل. ثم نقضت حكومة الولايات المتحدة قرار المجلس وأجبرته على قبول كارجيل كعضو في المجلس. في عام 1937، فشل محصول الذرة مما أدي إلى عدم توافر بذور حتى أكتوبر عام 1937، ثم أمر مجلس شيكاغو للتجارة شركة كارجيل ببيع بعض من حبوب الذرة، لكن الشركة رفضت الامتثال.
اتهمت هيئة بورصة السلع الأمريكية ومجلس شيكاغو للتجارة كارجيل بمحاولة السيطرة على سوق الذرة. في عام 1938، أوقف مجلس شيكاغو شركة كارجيل وثلاثة فروع لها عن التداول. بعد ذلك بعدة سنوات طلب مجلس شيكاغو للتجارة من شركة كارجيل إعادة التداول مرة أخرى لكن الشركة رفضت، وبدلا من ذلك قامت بالتداول من خلال متداولين مستقلين. خلال الحرب العالمية الثانية، واصل ماكميلان الابن توسيع الشركة التي ازدهرت حيث قام بتخزين ونقل الحبوب وبناء سفن للبحرية الأمريكية.
في عام 1962، بعد عامين من وفاة ماكميلان، عادت شركة كارجيل للانضمام إلى مجلس شيكاغو للتجارة.
في عام 1960، أصبح إروين كيلم أول رئيس تنفيذي للشركة من خارج العائلة. بهدف التوسع في الإنتاج النهائي، قاد الشركة إلى الطحن وإنتاج النشا والعصائر. مع نمو الشركة، طورت شبكة معلومات السوق حيث قامت بتنسيق تجارة السلع والمعالجة والشحن والعقود الآجلة. في العقود التي سبقت البريد الإلكتروني، اعتمدت الشركة على نظامها القائم على التلكس للاتصال الداخلي.
في السبعينيات دخل الاتحاد السوفيتي في أسواق الحبوب، بسبب ذلك تصاعد الطلب على الحبوب بمستويات غير مسبوقة، واستفادت شركة كارجيل من ذلك.
في عام 1976، تولى ويتني ماكميلان ابن شقيق جون جونيور إدارة الشركة، وعمل بشكل أكثر من الذي كان يعمل به كليم، حيث اقتربت إيرادات الشركة من 30 مليار دولار.
مارست الحكومة الأمريكية ضغوطا على مصدري الحبوب الكبار بمزاعم التلاعب بالسوق، وكانت شركة كارجيل هدفا رئيسيا، لكنها ظهرت دون أي تغييرات كبيرة.
في عام 1978، اشترت شركة كارجيل شركة ليزلي سولت من شيلينغ، التي تعمل في مجال التكرير في نيوارك بكاليفورنيا.
في عام 1979، دخلت شركة كارجيل في مجال تجهيز اللحوم، توسع القسم ليشمل خدمات الطعام وأعمال توزيع المواد الغذائية ويعرف الآن باسم كارجيل لحلول اللحوم.
في عام 1986، بدأت شركة كارجيل عملياتها في فنزويلا من خلال شراكة مع عائلة بوسنتي في شركة ميمسا سي أيه، لتشكيل شركة ميمسا للصناعات الزراعية في ماراكايبو، وهي شركة لتصنيع الدقيق والمعكرونة.
نشأت التوترات بين المساهمين في الشركة من القطاع الخاص، بسبب أن شركة كارجيل تعيد 80% من أرباحها للعمل.
في أوائل التسعينيات، حدث خلاف بين أفراد عائلتي كارجيل وماكميلان، بسبب أن حصصهم في الشركة كانت تحقق أرباحا متواضعة.
أدت هذه الخلافات إلى ارتفاع الطلبات على طرح عام أولي لتحويل الشركة من خاصة إلى عامة. استجابت الشركة بخطة ملكية أسهم الموظفين، وفي عام 1993 ورد أن القطاع العام اشترى 17٪ من الشركة مقابل 730 مليون دولار. استخدمت هذه الحصة لبدء خطة عمل مخزون للشركة. تمت إعادة تنظيم مجلس إدارة الشركة لتقليل عدد الأقارب إلى ستة، إلى جانب ستة مستقلين وخمسة مديرين.
في أغسطس عام 1995، تولى إرنست ميسك منصب الرئيس التنفيذي. ثم تعرضت كارجيل لاضطراب في السنوات التالية. خسرت وحدتها المالية مئات الملايين من الدولارات في عام 1998 عندما تخلفت روسيا عن سداد الديون وبدأت البلدان النامية تعاني من مشاكل مالية.
عانت تجارة السلع والمكونات، التي كانت تمثل 75٪ من إجمالي إيرادات كارجيل من الأزمة المالية الآسيوية عام 1997. وانخفضت الإيرادات بنسب عالية على مدى عامين متتاليين، من 55.7 مليار دولار في عام 1997 إلى 51.4 مليار دولار في عام 1998 ثم انخفضت إلى 45.7 مليار دولار في عام 1999، بينما انخفض صافي الدخل من 814 مليون دولار في عام 1997 إلى 468 مليون دولار في عام 1998 و إلى 220 مليون دولار في عام 1999. بحلول عام 1999، كان على الشركة 4 مليارات دولار من الديون. بعد تخفيض التصنيف الائتماني للسندات الذي كان قويا في السابق، ثم أعلن ميسك أنه سيتنحى عن منصبه قبل عام.

### القرن الحادي والعشرين
أصبح وارن ستالي الرئيس التنفيذي واستمر في توسيع الشركة.
في عام 2002، استحوذت شركة كارجيل على شركة تصنيع النشا الأوروبية سيرستار من مونتديسون مقابل 1.1 مليار دولار.
في عام 2002، كان لدى شركة كارجيل أكثر من 50 مليار دولار من المبيعات السنوية، أي ضعف حجم أقرب منافس لها وهو آرتشر دانيلز ميدلاند، وكان لديها 97,000 موظف يديرون أكثر من 1000 موقع إنتاج في 59 دولة.
في عام 2003، استحوذت شركة كارجيل لحلول اللحوم على شركة ميلووكي إمباك ودمجت لها شركة تايلور للتعبئة التي اشترتها كارجيل في عام 2001.
في عام 2006، اشترت شركة لحوم كارجيل شركة لحوم فريسنو.
العلامات التجارية الثلاثة الرئيسية للحوم البقر هي:
- سيركل تي بيف
- فالي تراديشن
- مزارع ميدولاند

في 1 يونيو عام 2007، تولى غريغوري ر. بايج المدير التنفيذي بعد ستالي.
في 29 فبراير عام 2008، تجاوزت أرباح شركة كارجيل ربع السنوية مليار دولار لأول مرة خلال الربع المنتهي، يرجع الفضل في الارتفاع بنسبة 86٪ إلى نقص الغذاء العالمي وتوسع صناعة الوقود الحيوي التي أدت بدورها إلى زيادة الطلب على المجالات الأساسية لشركة كارجيل من السلع الزراعية والتكنولوجيا.
في أكتوبر عام 2011، أعلنت وزارة العدل الأمريكية أن كيكسو هوانغ الصيني أحد الأشخاص المتخصصين في مجال التكنولوجيا الحيوية الذي يعمل في شركة كارجيل قد أقر بالذنب لسرقة معلومات من شركة كارجيل وشركة داو للزراعة، بينقل الأسرار التجارية إلى الصين.
في نوفمبر عام 2011، أكملت شركة كارجيل الاستحواذ على بروفيمي، وهي شركة عالمية لتغذية الحيوانات مقابل 1.5 مليار يورو.
في 1 أبريل عام 2012، أكملت شركة كارجيل شراء مصنع لأغذية القطط والكلاب في إمبوريا بكانساس. وهو مصنع كان مملوك في السابق لشركة التغذية الأمريكية.
في ديسمبر عام 2013، تولي ديف ماكلينان الرئيس التنفيذي ورئيس مجلس الإدارة بعد بايج.
في ديسمبر عام 2014، بدأت شركة كارجيل في تشغيل مصنع كاكاو إندونيسي بقيمة 100 مليون دولار.
في عام 2015، أنهت شركة كارجيل قسم إدارة الأصول في بلاك ليفر من خلال إغلاق أربعة صناديق تحوط، ثم ضمت الشركة لها صندوقين للزراعة والطاقة، وافسحت المجال لثلاث شركات تابعة للصناديق لتنشئ صندوق تحوط لشركة شركاء بروتيرا للاستثمار، المتخصصة في ديون الأسواق الناشئة أرجنتيم كريك بارتنرز وشركة الأسهم الخاصة جاردا كابيتال بارتنرز.
في عام 2016، أعلنت شركة كارجيل أنها ستنقل مقر مجموعة البروتينات من المباني القديمة في وسط مدينة ويتشيتا وكانساس، وتدمجها في مبنى جديد في منطقة البلدة القديمة القريبة من ويتشيتا. تبلغ تكلفة بناء المبنى الجديد 60 مليون دولار في موقع المبنى الذي كان يضم سابقا ويتشيتا إيجل، بعد هدم المبنى القديم.
في عام 2016، أكملت شركة كارجيل تشغيل مصنع الأعلاف في باتيندا و البنجاب والهند، وتصنع علف أبقار الألبان تحت الاسم التجاري بورينا.
في فبراير 2018، أكملت شركة كارجيل شراء شركة بروبت، وهي شركة لتصنيع أغذية الحيوانات الأليفة. كان لدى بروبت ثلاثة مرافق تصنيع، واحدة في أواتونا بمينيسوتا، وواحدة في كانساس سيتي بكانساس، وواحدة في سانت ماريز بأوهايو.
في نوفمبر عام 2018، باعت شركة كارجيل 13 موقع لإدخال المحاصيل في أونتاريو بكندا إلى لاكوب فدراي.
في عام 2018، استثمرت شركة كارجيل مبلغ 25 مليون دولار في شركة بوريس، وهي مورد لبروتين البازلاء المستخدم في منتجات بويند ميت. في عام 2019، استثمرت كارجيل 75 مليون دولار إضافية.

#### أزمة فيروس كورونا
في 8 أبريل عام 2020، أغلقت شركة كارجيل منشأة تعبئة اللحوم في هازلتون بولاية بنسلفانيا، بسبب إثبات إصابة عدد غير محدد بفيروس كورونا. لدى مقاطعة هازلتون أكبر عدد من الإصابات المؤكدة بفيروس كورونا، حيث أن في المنطقة 982 شخص مصاب، من بينهم 849 حالة في مقاطعة هازلتون.
في 20 أبريل عام 2020، أغلقت شركة كارجيل مصنعها في هاي ريفر في ألبرتا لفترة مؤقته، بسبب إصابة ما يقرب من 500 عامل بفيروس كورونا، وقام جميع العمال البالغ عددهم 2100 بإجراء اختبار الفيروس.
كان هذا المصنع مسؤول عن حوالي 36٪ من الطاقة الإنتاجية للحوم البقر في كندا. في 6 مايو عام 2020، ظهر أن 1560 عامل من عمال المصنع مصابين بفيروس كورونا، حيث أن اتحاد عمال الغذاء والتجارة بكندا والاتحاد المحلي قد اوصوا بإغلاق المصنع عند العلم بإصابة 38 عامل.
في 10 مايو عام 2020، ظهرت إصابة 13% من عمال مصنع كارجيل في تشامبلي جنوب مونتريال بفيروس كورونا، لم تقوم هيئة الصحة العامة في كيبيك بإغلاق المصنع، لكن كارجيل أغلقت المصنع من تلقاء نفسها.
منذ 25 أبريل عام 2020، وإدارة الصحة العامة في منطقة مونتريال تعمل مع شركة كارجيل للسيطرة على تفشي الفيروس.
في 11 مايو، كتب صحفي من شبكة سي بي سي، أن مصنع كارجيل في ألبرتا، يعتبر الآن أكبر الأماكن التي انتشر فيها الفيروس في أمريكا الشمالية، حيث تم الإبلاغ عن إصابة 1000 حالة من داخل مصانع كارجيل في أمريكا الشمالية.
قال مفتشين الزراعة العاملين في المسالخ أن الإدارة تهدد باتخاذ إجراءات تأديبية ضد الموظفين الذين يرفضون إعادة تعيين العمال الذي تعافت من الإصابة بالفيروس في مصانع اللحوم مرة أخرى. بينما قالت نائبة رئيس الوزراء كريستيا فريلاند، أن أولئك الذين يشعرون بعدم الأمان لن يتم إجبارهم على العودة إلى العمل.
في 11 مايو، كشفت حكومة ألبرتا عن وفاة عاملتين من مصنع كارجيل.
في 3 يونيو عام 2020، أعلنت شركة كارجيل أنها لن تنشر نتائج ربع سنوية بعد الآن، متوقفة عن الإفصاحات التي قدمتها الشركة منذ عام 1996. ألغت كارجيل إصدار أرباحها للربع الثالث في مارس 2020 وسط جائحة فيروس كورونا.

## مجلس إدارة
من ديسمبر عام 2016.
- براندون جراهام، أحد أفراد عائلة كارجيل
- أندرو سي ليبمان، أحد أفراد عائلة كارجيل
- جون إتش ماكميلان الرابع، أحد أفراد عائلة كارجيل
- ديفيد دي ماكميلان، أحد أفراد عائلة كارجيل
- جون سي ماكميلان، أحد أفراد عائلة كارجيل
- آن بيدريرو ماكميلان، أحد أفراد عائلة كارجيل
- ريتشارد أ. كارجيل، أحد أفراد عائلة كارجيل
- ديفيد دبليو ماكلينان، رئيس مجلس الإدارة والرئيس التنفيذي لشركة كارجيل
- تود هول، نائب الرئيس التنفيذي لشركة كارجيل
- مارسيل إتش. سميتس، نائب الرئيس التنفيذي والمدير المالي لشركة كارجيل
- جوزيف جيه ستون، نائب الرئيس الأول للشركة وكبير مسؤولي المخاطر في شركة كارجيل
- ريتشارد أندرسون، الرئيس المتقاعد لشركة دلتا ايرلاينز المتحدة.
- لويس ر.شينيفرت، رئيس مجلس الإدارة المتقاعد والرئيس التنفيذي لشركة يونايتد تكنولوجيز.
- آرثر دي كولينز جونيور، رئيس مجلس الإدارة المتقاعد والرئيس التنفيذي لشركة ميدترونيك المتحدة.
- ستيفن ج. هيمسلي، الرئيس التنفيذي لمجموعة الصحة المتحدة.
- برنارد بوس، ، رئيس مجلس الإدارة المتقاعد والرئيس التنفيذي ورئيس شركة ويث.
- ترودي راوتو، الرئيس المتقاعد والرئيس التنفيذي لكارلسون.
- جون واتسون، الرئيس التنفيذي المتقاعد لشركة شيفرون.

## مناطق النفوذ
من عام 2016، وشركة كارجيل تعمل في 70 دولة عبر ست مناطق حول العالم.

### أفريقيا
- الجزائر
- ساحل العاج
- مصر
- غانا
- كينيا
- المغرب
- موزمبيق
- نيجيريا
- جنوب إفريقيا
- أوغندا
- زامبيا
- زيمبابوي

### آسيا والمحيط الهادئ

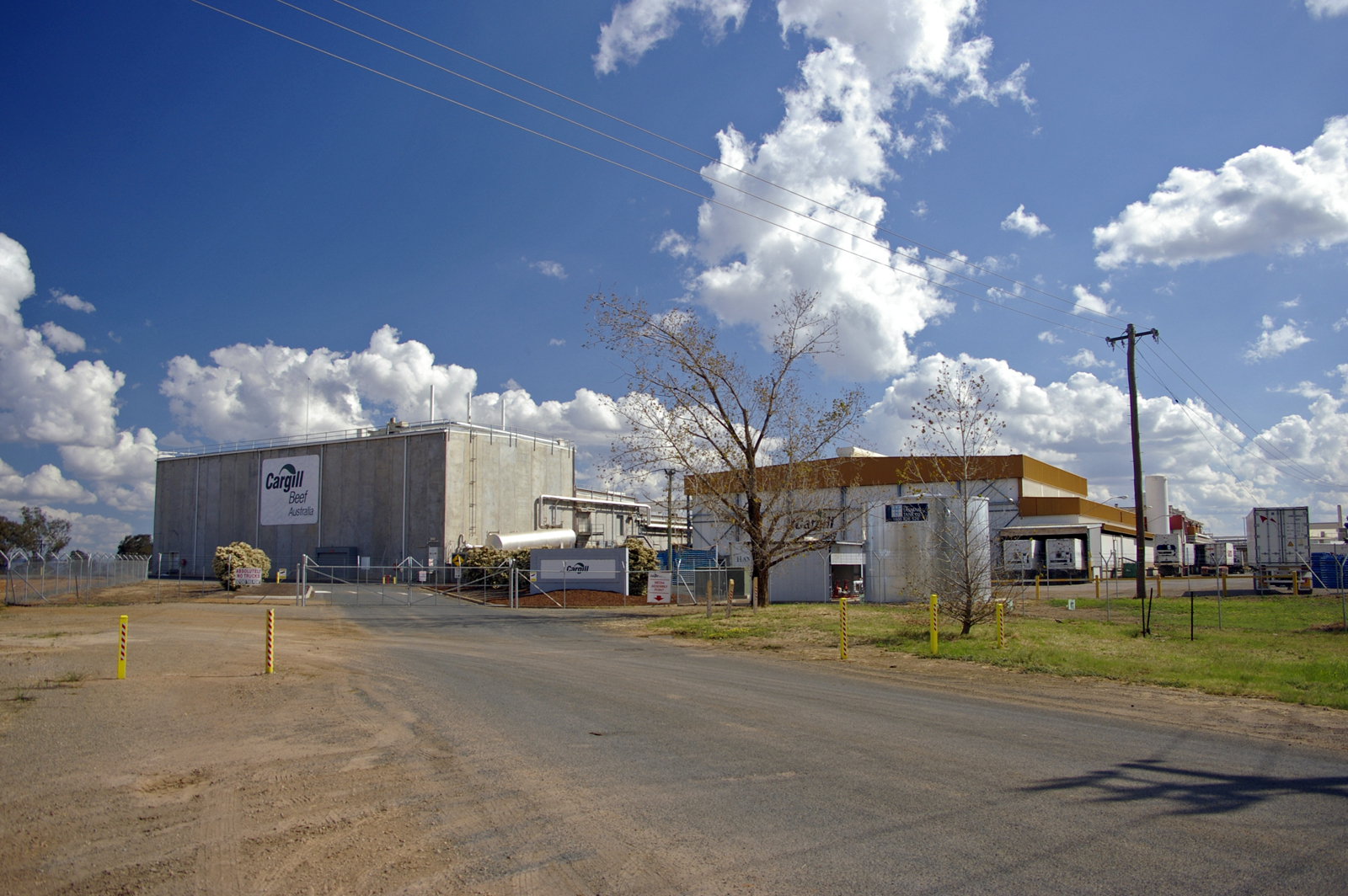
يقع مقر كارجيل بيف في واجا واجا، نيو ساوث ويلز، أستراليا.

- الصين
- الهند
- إندونيسيا
- اليابان
- ماليزيا
- باكستان
- الفلبين
- سنغافورة
- كوريا الجنوبية
- سريلانكا
- تايوان
- تايلاند
- فيتنام

### أوقيانوسيا
- أستراليا
- نيوزيلندا

#### الهند
بدأت شركة كارجيل عملياتها في الهند في عام 1987، ولديها الآن وحدة تجارية للأغذية تسمى كارجيل فودز الهندية والتي تعالج وتكرر وتسوق مجموعة واسعة من زيوت الطعام والدهون الأصلية والمستوردة والمزيج في صناعة المواد الغذائية بما في ذلك زيت دوار الشمس سويكار وزيت نيتر فريش ووماركات شركة جيمينيا وراس وماركات شركة شاكتي من زيت الطعام.
في عام 2012، أطلقت شركة كارجيل شركة شكي فريش عطا في الهند تحت الاسم التجاري سامبورنا. يعمل عملائها في قطاع البيع بالتجزئة وقطاع الخدمات الغذائية وصناعة المشروبات.
تعتبر شركة كارجيل الهندية واحدة من أكبر منشئي وتسويق المواد الغذائية والحبوب الخشنة في الهند. كما أن لديها ذراع في التجارة والتمويل المهيكل الخاص بها. تدير شركة كارجيل الهندية شركة كارجيل كابيتال وشركة الخدمات المالية الهندية الخاصة المحدودة.
تعمل شركة كارجيل للطاقة والنقل والمعادن في الشحن البحري والفحم وخام الحديد وتجارة الفولاذ. اشترت شركة كارجيل الهندية العلامة التجارية لزيت عباد الشمس من ويبرو في ديسمبر 2012.
شركة كارجيل هي واحدة من العديد من شركات المواد الغذائية الكبيرة التي تشتري مباشرة من المزارع الهندي. وهي ثاني أكبر مشتر للحبوب الغذائية في الهند بعد حكومة الهند، حيث أنها تشتري الحبوب والبذور الزيتية في الهند منذ عام 1998، كما أن لديها أكبر منتج للبوتاس وهو الموزاييك.

#### باكستان
بدأت شركة كارجيل ممارسة الأعمال التجارية في باكستان عام 1984. في 25 يناير عام 1990، تأسست شركة كارجيل باكستان القابضة. في الثمانينيات، باعت شركة كارجيل بذور العصفر المهجنة على نطاق واسع في باكستان.
تستورد شركة كارجيل اليوم زيت النخيل ومنتجات زيت النخيل من ماليزيا وإندونيسيا إلى باكستان، وتبيعها في السوق المحلية. كما أنها تشتري بالات القطن الخام من المنتجين في باكستان وتبيعها إلى الصين وتايلاند وفيتنام. تعمل شركة كارجيل في علف الحيوانات والسلع الزراعية والقطن والحبوب والبذور الزيتية والمعادن والنخيل والسكر في باكستان.
في يناير عام 2019، أعلنت شركة كارجيل عن استثمار بقيمة 200 مليون دولار لتنمية الأعمال التجارية في باكستان.

### أوروبا
- النمسا
- بلجيكا
- بلغاريا
- الدنمارك
- فنلندا
- فرنسا
- ألمانيا
- اليونان[60]
- المجر
- أيرلندا
- إيطاليا
- لوكسمبورغ
- هولندا
- النرويج
- بولندا
- البرتغال
- رومانيا
- الاتحاد الروسي
- سلوفاكيا
- إسبانيا
- السويد
- سويسرا
- تركيا
- أوكرانيا
- المملكة المتحدة

### أمريكا اللاتينية
- الأرجنتين
- بوليفيا
- البرازيل
- شيلي
- كولومبيا
- كوستاريكا
- جمهورية الدومينيكان
- إكوادور
- غواتيمالا
- هندوراس
- نيكاراغوا
- باراغواي
- بيرو
- أوروغواي
- فنزويلا

### الشرق الأوسط
- الأردن
- الإمارات العربية المتحدة

### أمريكا الشمالية

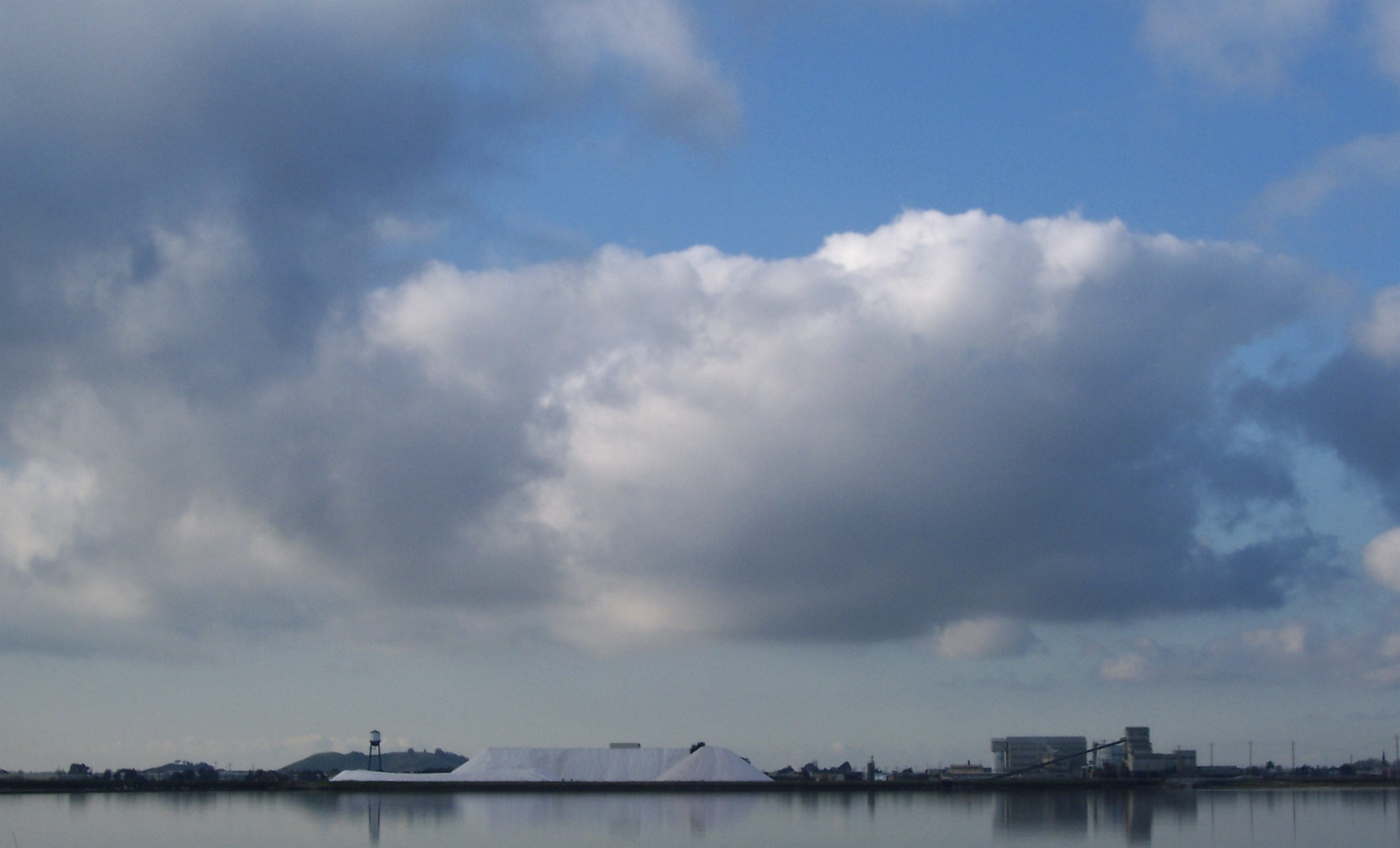
حصاد ملح في نيوارك، كاليفورنيا، الولايات المتحدة الأمريكية.

تبيع كارجيل الملح في الولايات المتحدة تحت علامة الماس كريستال التجارية.

#### مصانع تجهيز اللحوم
| نوع اللحوم | موقع المصنع        | حجم النبات       | الموظفين |
| ---------- | ------------------ | ---------------- | -------- |
| لحم        | هلسينغ، بنسلفانيا  | 500 ألف قدم مربع | 1,200    |
| لحم        | فريسنو، كاليفورنيا | 400 ألف قدم مربع | 1,100    |
| لحم        | ميلووكي، ويسكونسن  | 250 ألف قدم مربع | 950      |
| لحم        | فريونا، تكساس      |                  |          |

## الرعاية
شركة كارجيل هي الراعي لسائقي ناسكار ريكي ستينهاوس جونيور.

## النقد
بسبب أن شركة كارجيل شركة خاصة لا يطلب منها الإفصاح عن نفس القدر من المعلومات مثل الشركات العامة، وكممارسة تجارية فإنها تحافظ على الأضواء نسبيا.
في عام 2019، أصدرت منظمة ماجتي إرس غير الحكومية تقرير يتكون من 65 صفحة عن شركة كارجيل. وصف فيه رئيس منظمة ماجتي إرس وهنري إيه واكسمان عضو الكونجرس الأمريكي السابق شركة كارجيل بأنها أسوأ شركة في العالم وقالا إنها تقود أهم المشاكل التي تواجه عالمنا، مثل إزالة الغابات والتلوث وتغير المناخ والاستغلال، على نطاق أكبر من أقرب منافسيها.
في عام 2019، انتقدت منظمة نظرة عامة السويسرية غير الحكومية شركة كارجيل في سياقات مختلفة في تقرير عن تجار السلع الزراعية في سويسرا.

### انتهاكات حقوق الإنسان
في عام 2005، رفع الصندوق الدولي لحقوق العمال دعوى قضائية ضد شركة كارجيل ونستله وآرتشر دانيلز ميدلاند في محكمة اتحادية نيابة عن أطفال قالوا إنهم تم تهريبهم من مالي إلى كوت ديفوار وأجبروا على العمل من 12 إلى 14 ساعة في اليوم دون دفع أجور، بالإضافة إلى قلة الطعام والنوم، والإيذاء الجسدي المتكرر في مزارع حبوب الكاكاو.
شركة كارجيل هي مشتري رئيسي للقطن في أوزبكستان.
تنتهك الشركة حقوق الإنسان وتشغل العمال بدون مقابل. اعترف اثنين من رؤساء الشركة بأن الشركة على علم باحتمال استخدام عمالة الأطفال في إنتاج محاصيلها. وقد تم الإعلان عن مخاوفهم منذ عام 2005، ولكن لم يتم اتخاذ أي إجراء بشأن انتهاكات العمل في عملياتهم الأوزبكية. لم تتاجر الشركة في أي قطن أوزبكي منذ عدة سنوات.
في فبراير عام 2018، قام العديد من موظفي مصنع كارجيل دايتون فيرجينيا باحتجاجات، تضمنت شكاواهم المشاكل الصحية، وظروف العمل السيئة، وقيام رؤساء شركة كارجيل بفصل الموظفين الذين نظموا لإنشاء نقابة. أدت الاحتجاجات إلى اعتقال تسعة أشخاص بتهمة التعدي على ممتلكات الشركة.
في عام 2019، ظهرت أدلة في برنامج تليفزيوني على القناة الفرنسية الثانية، أن الكاكاو يحصد بشكل غير قانوني من المناطق المحمية في ساحل العاج. وجد التقرير أن عمالة الأطفال منتشرة على نطاق واسع في المزارع التي تم التحقيق فيها، من بين كل ثلاثة عمال طفلا واحدا. تم الإبلاغ عن حالات الاتجار بالأطفال من بوركينا فاسو المجاورة. أنكرت شركة كارجيل التهم، وقالت إنها لا تشتري الكاكاو من المناطق المحمية، وأن نظام التتبع الخاص بها لم يصل إلى هذه المناطق، وبالتالي لا يمكنها تتبع أصول الكاكاو بشكل كامل.
ذكرت قناة أر تي إس السويسرية أن شركة نستله هي واحدة من أكبر عملاء شركة كارجيل، وهي شركة سويسرية عملاقة تعمل في مجال الأغذية.
في عام 2020، أثناء تفشي مرض فيروس كورونا، وجد 385 شخص مصابين بالفيروس في مصنع لمعالجة اللحوم في هاي ريفر في كندا. قال توماس هيس، رئيس اتحاد عمال الغذاء والتجارة الكنديين في كندا، إنها مأساة لقد طلبنا منذ أيام وأيام إغلاق هذا المصنع مؤقتا لمدة أسبوعين، وإرسال جميع العمال إلى منازلهم مقابل أجر للعزل. في ذلك الوقت كنا على علم بإصابة 38 عامل من داخل المصنع فقط. كما ظهرت تقارير عن حرمان الموظفين من معدات الحماية الشخصية في نفس الفترة تقريبا. اعتبارا من 3 مايو عام 2020، ثبتت إصابة 917 من 2000 عامل بالمصنع، ويرتبط المصنع بـ 1501 حالة إجمالية.
في عام 2021، أعدت تسمية شركة كارجيل في دعوى جماعية رفعها ثمانية أطفال عبيد سابقين من مالي زعموا أن الشركة ساعدت وحرضت على استعبادهم في مزارع الكاكاو في ساحل العاج. اتهمت الدعوى كارجيل و نستله و باري كاليبو و مارس وإنكوربوريتد وأولام إنترناشيونال وشركة هيرشي ووموندليز إنترناشونال بالانخراط عن علم في العمل الجبري، وطالب المدعون بتعويضات عن الإثراء غير المشروع، والإهمال في الإشراف، والإلحاق المتعمد بالسخرة.

### الاستيلاء على الأرض
وثقت منظمة أوكسفام غير الحكومية حالة توضيحية لاستيلاء شركة كارجيل على الأراضي.
بين عامي 2010 و 2012، وضعت شركة كارجيل مساحات شاسعة من الأراضي في كولومبيا تحت سيطرتها على الرغم من القيود القانونية المفروضة على الاستحواذ على أراضي الدولة. ولتحقيق ذلك أنشأت كارجيل ما لا يقل عن 36 شركة صندوق بريد، لتتمكن من تجاوز الحد الأقصى المحدد قانونا لحجم ملكية الأرض. حصلت شركة كارجيل على أكثر من 30 ضعف من الأرض المسموح بها قانونا لمالك واحد.

### تلوث الغذاء
في عام 1971، باعت شركة كارجيل 63,000 طن من البذور المعالجة بمبيد فطري قائم على ميثيل الزئبق، تسبب في النهاية في وفاة 650 شخص على الأقل عند تناولها. توفرت الحبوب المدخنة من قبل شركة كارجيل بناء على طلب محدد من صدام حسين، ولم تكن مخصصة للاستهلاك البشري أو الحيواني المباشر قبل الزراعة.
بعد حادثة بيع البذور المعالجة بالزئبق كطعام في الأسواق العراقية في عام 1960،توزعت حبوب شركة كارجيل المصروفة باللون الأحمر وملصق عليها تحذيرات باللغتين الإسبانية والإنجليزية بالإضافة إلى تصميم جمجمة وعظمتين متقاطعتين. في عام 1971، لم يقم الكثير من المزارعين بالزراعة بسبب مضي موسم الزراعة لعدم توافر البذور حينذاك، مما دفع البعض من المزارعين إلى بيع فائض منتجاتهم في الأسواق العامة بأسعار منخفضة للغاية حتى لا يتناولونها أو يطعموها لحيواناتهم.
العديد من الفقراء العراقيين الذين إما لم يتمكنوا من فهم التحذيرات أو تجاهلوها، مما تسبب في حدوث الآلاف من حالات التسمم بالزئبق. كما ساهمت فترة الكمون الطويلة قبل ظهور الأعراض وتحمل الماشية الأكبر للتسمم بالزئبق في الانطباع الخاطئ بأن فائض حبوب البذور كان آمنا للأكل.
في أكتوبر عام 2007 ، أعلنت شركة كارجيل عن سحب ما يقرب من 850.000 فطيرة لحم بقري مجمدة منتجة في مصنعها للتعبئة في بتلر بولاية ويسكونسن والتي يشتبه في تلوثها بالإي كولاي. باعت الشركة اللحم البقري بشكل أساسي في متاجر وول مارت ونادي سام.
في مارس عام 2009، أوقفت خدمة الحجر الصحي والتفتيش الأسترالية ترخيص شركة كارجيل الأسترالية مؤقتا تصدير اللحوم إلى اليابان والولايات المتحدة بعد اكتشاف الإشريكية القولونية في حاويات تصدير كارجيل من مصنع واجا واجا. في أواخر أبريل 2009، رفعت خدمة الحجر الصحي والتفتيش الأسترالية تعليق شركة كارجيل الأسترالية عن رخصة التصدير.
في أغسطس عام 2011، أعلنت وزارة الزراعة الأمريكية بالمشاركة مع كارجيل عن سحب 36 مليون رطل من لحوم الرومي المفرومة المنتجة في مصنع كارجيل سبرينجديل أركنساس بسبب مخاوف السالمونيلا. أنتجت اللحوم التي سحبت من السوق من 20 فبراير إلى 2 أغسطس. أعلنت مراكز السيطرة على الأمراض والوقاية من السالمونيلا عن وجود سلالة معينة منها مقاومة للمضادات الحيوية الموصوفة بشكل شائع. تم الإبلاغ عن وفاة 76 حالة مرضية من 26 ولاية. تأثر حوالي 25 نوع من لحوم الرومي المفرومة التي أنتجت تحت أسماء تجارية مختلفة، واحتوت جميع العبوات المعنية على الرمز Est P-963.
في سبتمبر عام 2011، أعلنت شركة كارجيل عن سحب ثاني وفوري وطوعي من الفئة الأولى بقيمة 185,000 رطل من منتجات لحوم الرومي الطازجة الخالية من الدهون بنسبة 85٪ بسبب التلوث المحتمل من السالمونيلا هايدلبرغ. أنتجت الشركة لحوم الرومي في مصنع الشركة سبرينجديل أركنساس في 23 و 24 و 30 و 31 أغسطس.
في يوليو عام 2012، قالت إدارة الصحة العامة بولاية فيرمونت إن 10 أشخاص في الولاية قد أصيبوا بالمرض بسبب لحوم البقر المفرومة التي تم استدعاؤها من قبل شركة بيف كارجيل. أصيب العشرة أشخاص بالمرض من الفترة 6 إلى 26 يونيو، ونقل ثلاثة منهم إلى المستشفى وتعافوا جميعا، وفقا لمسؤولي الصحة. نصحت متاجر سوبر ماركت هانافورد المستهلكين من أن بيف كارجيل يحتوي على 29,339 رطلا من اللحوم المفرومة التي قد تحتوي على السالمونيلا. تم إنتاج لحم البقر المفروم النظيف بنسبة 85٪ في مصنع كارجيل في هلسينغ ببنسلفانيا، في 25 مايو عام 2012، أعيد تعبئته للبيع للمستهلكين من قبل عملاء الشركة التي يقع مقرها في كانساس.

### إزالة الغابات

#### فول الصويا
في عام 2003، أكملت شركة كارجيل إنشاء ميناء لمعالجة فول الصويا في سانتاريم في منطقة الأمازون بالبرازيل، مما أدى إلى زيادة إنتاج فول الصويا في المنطقة بشكل كبير، ووفقا لمنظمة السلام الأخضر، أدت زيادة إنتاج فول الصويا إلى تسريع إزالة الغابات المطيرة المحلية.
في فبراير عام 2006، منحت المحاكم الفيدرالية في البرازيل إلي شركة كارجيل ستة أشهر لإكمال التقييم البيئي. في البداية دعم السكان المحليين الباحثين عن عمل إنشاء الميناء، لكن بعد ذلك انقلب الرأي العام ضد الميناء عند عدم وجود الوظائف. في يوليو عام 2006، أشار المدعي الفيدرالي إلى أنهم على وشك إغلاق الميناء.
نقلت منظمة السلام الأخضر حملة لوقف شراء اللحوم التي يتم تربيتها من فول الصويا الأمازون إلى تجار التجزئة الرئيسيين للمواد الغذائية وسرعان ما فازت باتفاق مع ماكدونالدز، بالإضافة إلي تجار تجزئة في المملكة المتحدة مثل أسدا وويتروز و ماركس أند سبنسر. قام تجار التجزئة بالضغط على كارجيل ووآرتشر دانيلز ميدلاند ووبونج و مجموعة أندريه ماجي وودريفوس لإنهاء زراعة فول الصويا في الأراضي التي أزيلت منها الغابات مؤخرا في منطقة الأمازون.
في يوليو عام 2006، ورد أن شركة كارجيل انضمت إلى شركات فول الصويا الأخرى في البرازيل في تعليق لمدة عامين على شراء فول الصويا من الأراضي التي أزيلت منها الغابات حديثا.
في عام 2019، كان أكبر ستة تجار للسلع الزراعية هم شركة كارجيل وشركة أيه دي إم وشركة بنجي وشركة إل دي سي وشركة كوفكو المتحدة وشركة جلينكور اجري، وألزموا أنفسهم بمراقبة سلاسل التوريد الخاصة بهم من فول الصويا في سيرادو البرازيلية.

#### زيت النخيل
تبيع شركة كارجيل كميات كبيرة من زيت النخيل، الموجود في العديد من الأطعمة المصنعة ومستحضرات التجميل والمنظفات. تحصل الشركة على معظم كمية زيت نخيل من مزارع في سومطرة وبورنيو، والتي أزيلت غاباتها بشدة لإفساح المجال أمامها.

#### الكاكاو
في 13 سبتمبر عام 2017، أصدرت منظمة مايتي إيرث غير الحكومية تقريرا يوثق النتائج التي تفيد بأن شركة كارجيل تشتري الكاكاو المزروع بشكل غير قانوني في المتنزهات الوطنية وغيرها من الغابات المحمية في ساحل العاج.
اتهم التقرير شركة كارجيل انها تعرض موائل غابات الشمبانزي والفيلة وغيرها من مجموعات الحياة البرية للخطر من خلال شراء الكاكاو المرتبط بإزالة الغابات. نتيجة لإنتاج الكاكاو تحولت 7 مناطق من أصل 23 منطقة محمية في كوت ديفوار بالكامل تقريبا إلى إنتاج الكاكاو. أخطرت شركة كارجيل بنتائج تحقيق منظمة مايتي إيرث ولم تنكر الشركة انها حصلت على الكاكاو من المناطق المحمية في ساحل العاج.
أظهرت البيانات الصادرة في أبريل 2019 من قبل منصة جلوبال فورست ووتش التي توفر البيانات والأدوات لرصد الغابات على الإنترنت، أن معدلات خسارة الغابات الأولية الاستوائية زادت بشكل كبير في 2018 في غانا وكوت ديفوار، ويرجع ذلك إلى زراعة الكاكاو و تعدين الذهب. في عام 2018، سجلت غانا أعلى معدل زيادة في العالم بنسبة 60% مقارنة بعام 2017، واحتلت كوت ديفوار المرتبة الثانية بنسبة 26%.

### تلوث الهواء
في عام 2005، استثمرت الشركة مع وزارة العدل ووكالة حماية البيئة أكثر من 60 مليون دولار في تحسينات رأس المال للتحكم في الهواء النظيف، بعد جهد اتحادي وحكومي مشترك شمل ألاباما وجورجيا وإنديانا وإلينوي وأيوا وميسوري ونبراسكا ونورث كارولينا ونورث داكوتا وأوهايو.
في عام 2006، استثمرت شركة ناتور ووركز في التحكم في الهواء النظيف بالمشاركة مع ولاية نبراسكا بسبب عدم كفاية ضوابط تلوث الهواء، وهي شركة فرعية في الولاية.
في عام 2015، استقرت شركة كارجيل مع وكالة حماية البيئة بشأن انتهاكات قانون الهواء النظيف في مصنع في ولاية أيوا.

### التهرب الضريبي
في عام 2011، ظهرت حالة خطأ في تسعير الحبوب في الأرجنتين شملت أكبر أربعة تجار حبوب في العالم:
- شركة كارجيل
- شركة أيه دي إم
- شركة إل دي سي

* شركة بنجي
بدأت دائرة الإيرادات والجمارك الأرجنتينية تحقيقا مع الشركات الأربع عندما ارتفعت أسعار السلع الزراعية في عام 2008، لكن تم الإبلاغ عن أرباح ضئيلة جدا للشركات الأربع. ونتيجة للتحقيق، قيل أن الشركات قدمت إعلانات كاذبة بالمبيعات وحولت الأرباح إلى الضرائب. في بعض الحالات قيل إنهم استخدموا الشركات الوهمية لشراء الحبوب وتضخم التكاليف في الأرجنتين لتقليل الأرباح المسجلة هناك. وفقا لدائرة الإيرادات والجمارك في الأرجنتين، بلغت الضرائب المستحقة ما يقرب من مليار دولار أمريكي. نفت الشركات الأربع هذه المزاعم، وحتى الآن لم ترد سلطات الضرائب الأرجنتينية على طلب المنظمة غير الحكومية السويسرية بابليك آي فيما يتعلق بالوضع الحالي للقضية.
أشارت شركة بنجي في تقريرها السنوي لعام 2018 المقدم إلى لجنة الأوراق المالية والبورصات الأمريكية إلى ان القضية لا تزال جارية. في 31 ديسمبر عام 2018، تلقت شركة بنجي الفرعية الأرجنتينية تقييمات ضريبة متعلقة بدخل الشركة بعام 2006 حتى 2009 وهو حوالي 34 مليون دولار، بالإضافة إلى الفائدة المطبقة على المبلغ المستحق البالغ حوالي 113 مليون دولار.

## برامج التوظيف
تقدم شركة كارجيل العديد من الفرص للخريجين في أوروبا والولايات المتحدة في برامج مثل:
- برنامج الدراسات العليا الأوروبي[105]
- برنامج البكالوريوس في الولايات المتحدة

## وصلات خارجية
- الموقع الرسمي لشركة كارجيل.
- كارجيل في جمهورية مصر العربية.
- كارجيل سنغافورة.
- كارجيل الفلبين.

يوتيوب
- الموقع الرسمي لشركة كارجيل على اليوتيوب.
- نبذة عن تاريخ شركة كارجيل
- هذة هي شركة كارجيل